# De levensfasen
De levensfasen (Strandtafereel, Strandscène in Wiek) (Duits: Die Lebensstufen (Strandbild, Strandszene in Wiek)) is een schilderij van de romantische Duitse kunstschilder Caspar David Friedrich, gemaakt rond 1834, olieverf op linnen, 73 × 94 centimeter groot. Het toont een strandgezicht met vijf figuren in de verschillende fasen des levens en daarmee corresponderend vijf schepen op de achtergrond. Het werk behoort tot de collectie van het Museum der bildenden Künste te Leipzig.

## Context
Friedrich was aan het begin van de negentiende eeuw de belangrijkste representant van de romantische schilderkunst, die als stroming haar hoogtepunt beleefde in Duitsland. Via zijn melancholische landschappen, vaak met de dageraad of schemering als onderwerp, probeerde hij iets uit te drukken van het mysterie van de natuur. Daarbij combineerde hij meestal op zorgvuldige wijze een aantal reële landschapselementen tot nieuwe, imaginaire composities. Aldus probeerde hij vooral ook om iets van de zin en de geest van het leven te onthullen, hetgeen hij belangrijker achtte dan het weergeven van een reëel bestaand beeld. "De kunstenaar moet niet alleen schilderen wat hij voor zich ziet", zo formuleerde hij eens, "maar ook wat hij binnenin zich ziet". Zijn werken kregen daarmee iets van contemplatie en introspectie, zijn kalm en hoopvol, en vaak doortrokken van een impliciete religieuze symboliek.

## Afbeelding
De locatie van De levensfasen is in beginsel denkbeeldig, hoewel de meeste elementen zijn geschilderd naar schetsen die Friedrich eerder in zijn leven maakte. De diverse elementen lijken te vrijwel zonder uitzondering verwijzen naar het persoonlijke leven van de introspectieve kunstenaar. De plaats van handeling zou volgens de subtitel Wiek moeten zijn, maar lijkt eerder nog te verwijzen naar de haven van zijn geboorteplaats Greifswald. Op verschillende afstanden zijn vijf schepen te zien, die het verstrijken van de tijd symboliseren. De oude man die naar de zee kijkt symboliseert de ouderdom en is in feite een ruggelings zelfportret van Friedrich. Voor de man met de hoge hoed, die naar de volwassenheid verwijst, heeft zijn neef Johann Heinrich model gestaan. Hij wenkt de oude man naderbij te komen. De elegante jongedame op de achtergrond is Friedrichs oudste dochter Emma en representeert de jeugd. Friedrichs jongste kinderen Agnes Adelheid en Gustav Adolf, die spelen met een Zweeds vlaggetje, staan symbool voor de kindertijd.

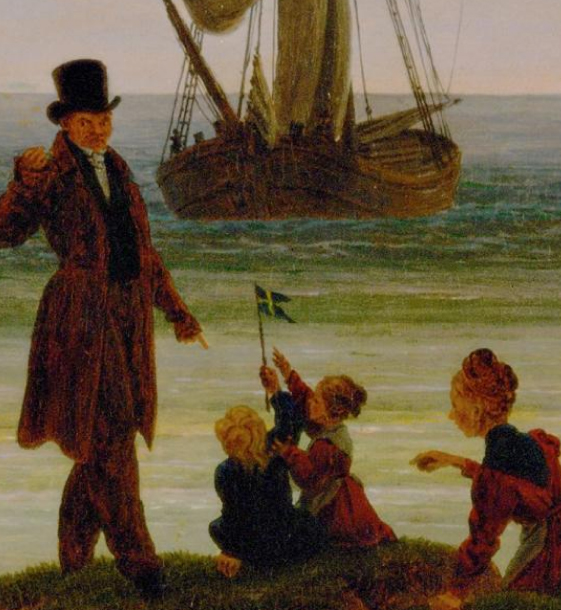
Detail: de kinderen spelen met de Zweedse vlag.

Er is een implicatie van een op handen zijnde reis. Een boot die naderbij komt kan gezien worden als een symbool van de naderende dood. De vijf schepen op zee corresponderen daarbij met de vijf figuren op de voorgrond. Voor elk van hen zal er een uiteindelijk een boot komen. Het grote schip in het midden is echter dominant en lijkt strak op koers te liggen richting de kust. De mast ervan heeft de vorm van een crucifix, hetgeen een verwijzing zou kunnen zijn naar het diepe geloof van de kunstenaar. Het kalme, poëtische schilderij roept echter geen hoop op, of een verlangen naar de hemel. Het heeft eerder iets dreigends en lijkt doordrenkt van het besef dat het leven kostbaar is, maar snel voorbijgaat. De sfeer is mysterieus en ongrijpbaar, door Friedrich eens te meer versterkt door de opvallende kleurstellingen: je weet nooit wat zich achter het einder bevindt.
Friedrich schilderde De levensfasen minder dan zes jaar voor zijn dood. Het zou een van zijn laatste grote meesterwerken blijken.